# Цзы (титул)
Цзы (кит. 子, пиньинь: zǐ) — наследственный титул знати в древнем Китае. Символом власти было — яшмовое кольцо.
Приблизительно соответствует европейскому титулу «виконт».
Во времена династии Чжоу был четвертым из пяти рангов знатности (чжухоу): гун, хоу, бо, цзы, нань. Эти пять титулов носили владетельные князья. 
В соответствии с титулом, лицу выделялся земельный удел. Удел для цзы был квадрат со стороной в 50 ли (28,8 км)